# Wenzel IV
Wenzel IV (tyska: Wenzel, även Wenzeslaus, tjeckiska: Václav), född 26 februari 1361 i Nürnberg, död 16 augusti 1419 på Wenzelstein, var kung av Böhmen och kung över Tysk-romerska riket.
Wenzel var äldste son till kejsar Karl IV och hans tredje hustru Anna av Schweidnitz. År 1378 efterträdde han sin far på Böhmens och Tysklands troner och ärvde 1383 Luxemburg. 
Hans grymhet och maktfullkomlighet föranledde Böhmens adel att 1393 i förening med hans bror Sigismund ta honom till fånga och försöka att med våld återvinna makten och beröva honom densamma fullständigt. Då han för att vinna franskt stöd gick med på avsättning av de rivaliserande påvarna Benedictus XIII och Bonifatius IX, beslutade kurfurstarna år 1400 att avsätta honom som tysk kung och valde istället Ruprecht III av Pfalz. 
Av hat till den katolska kyrkan gynnade Wenzel Jan Hus anhängare. Han lämnade under sina sista år styret av sina länder till landsständerna.